# 藤枝市
藤枝市（ふじえだし）は、静岡県中部（駿遠地域）にある市。東は県庁所在地の静岡市、西は島田市、南は焼津市と接し、海（太平洋）には面していない。

## 概要
安倍川と大井川に挟まれた地域の都市である。江戸時代には田中藩の城下町、東海道藤枝宿と岡部宿の宿場町であった。田中城は、駿府城の西の守りとしても機能していた。
静岡県中部では静岡市に次ぎ二番目に人口が多い。また、静岡都市圏に属し、静岡市のベッドタウンになっている。
2008年（平成20年）に中心市街地活性化に向けた基本計画を策定し、藤枝駅を中心とした中心市街地の再開発を推し進めている。
大正時代に旧制志太中学校（第二次世界大戦後の静岡県立藤枝東高等学校）の校技としてサッカーが採用された経緯から、サッカーが盛んである。サッカーを核としたまちづくりを標榜しており、旧制志太中の流れから藤枝東高がサッカーの強豪として名を馳せていたり、J2に属している藤枝MYFCが存在したりするだけでなく、藤枝市の職員で構成される藤枝市役所サッカー部は東海社会人1部リーグに属しており、全国自治体職員サッカー選手権大会で29回の優勝、天皇杯本大会への3回の出場などの実績がある。また、Jリーグに属しているアビスパ福岡はかつて藤枝ブルックスというチーム名で藤枝市を本拠地としていた。

## 市政情報

### 市名の由来
説1: 江戸時代の若一王子神社（にゃくいちおうじじんじゃ）の社伝によれば、後三年の役（1083年～1087年）で源義家が奥州へ下る時に、若一王子神社に立ち寄った。その際に裏山の古い松の木に藤の蔓が絡まり、藤の花が咲き誇っているのを見て「松に花咲く藤枝の 一王子 宮居ゆたかに いく千代をへん」と和歌を詠んだことから。
説2: 藤の枝の様に細長い宿場町だから。

### 市章
市章は、市の花である藤に見られる高潔な気品を藤枝の姿として、永遠に汚れない清潔な市として躍進と発展を遂げることを願ったもの。

### 藤枝市民憲章
わたくしたちは藤枝市民であることに誇りをもち、健康と安全を増進し、教育と福祉の充実に努め、文化や産業を向上させて、限りない発展と平和を築くようこの憲章を定めます。
1. 恵まれた自然を大切にし、美しいまちをつくりましょう。
2. 丈夫なからだをつくり、活力あるまちをつくりましょう。
3. 豊かなこころを育て、明るいまちをつくりましょう。
4. 暖かい家庭をきずき、住みよいまちをつくりましょう。
5. 仕事にはげみ助けあい、伸びゆくまちをつくりましょう。

## 地理
静岡県中部の志太平野に位置する。北部は山間部になっている。
都市としての藤枝は田中城を中心に発展したが、田中城跡（跡地に西益津小学校が立つ）は藤枝駅から離れた所に位置しており、焼津市内の西焼津駅からの方が近い。
- 川：大井川、瀬戸川、葉梨川、栃山川、朝比奈川、岡部川

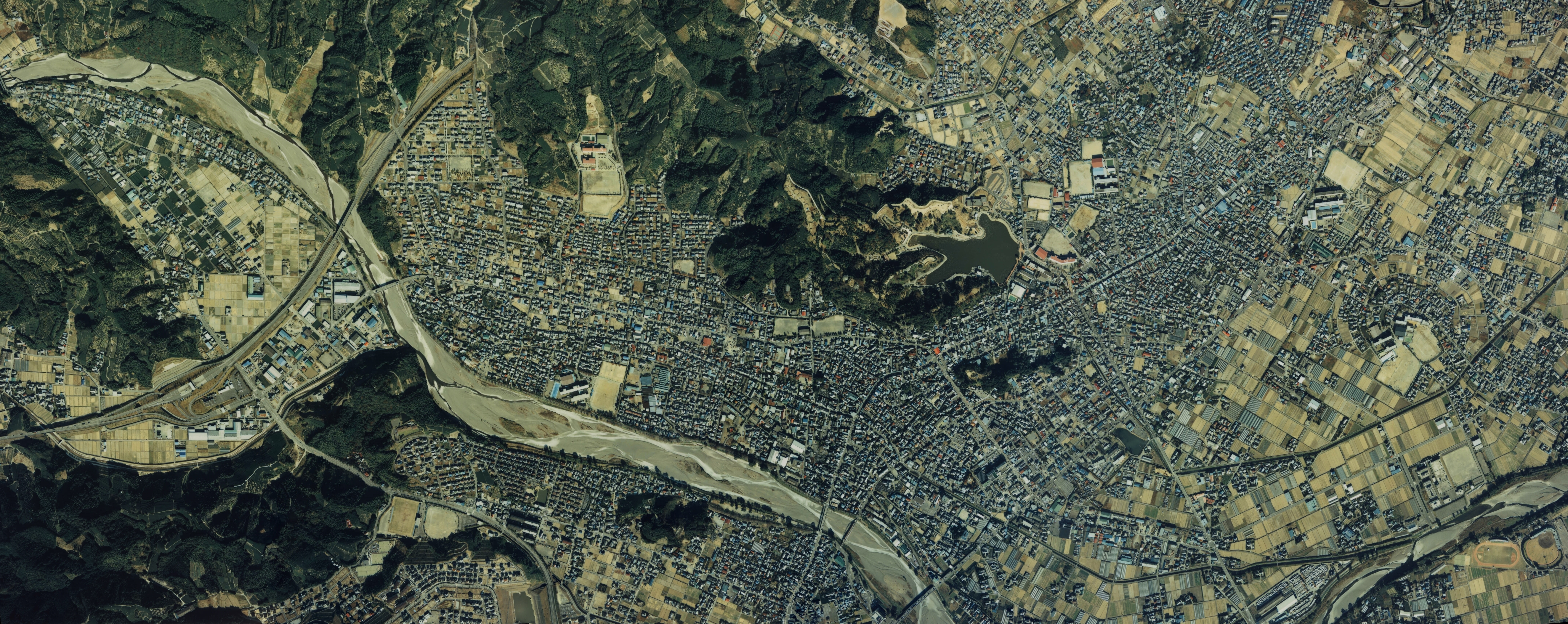
藤枝市中心部周辺の空中写真。瀬戸川沿いに古くからの市街地が広がる。市街地東方（画像右）に見える円形状の地割が田中城跡である。1988年（昭和63年）撮影の5枚を合成作成。。

- 山：高根山、菩提山、高尾山、高草山、潮山

### 地域
- 青島（あおじま）
- 藤枝（ふじえだ）
- 岡部（おかべ）
- 西益津（にしましづ）
- 広幡（ひろはた）
- 青葉 (あおば)

- 大洲（おおす）
- 高洲（たかす）
- 葉梨（はなし）
- 稲葉（いなば）
- 瀬戸谷（せとや）
- 朝比奈（あさひな）

### 市内の町
※ この項では大字に当たる住所上の地名を記述する。

### 青島（あおじま）地区
- 前島（まえじま）
- 前島（まえじま）一〜三丁目
- 駅前（えきまえ）一〜三丁目
- 田沼（たぬま）一〜五丁目
- 青木（あおき）
- 青木（あおき）一〜三丁目
- 瀬古（せこ）一〜三丁目
- 志太（しだ）
- 志太（しだ）一〜五丁目

- 駿河台（するがだい）一〜五丁目
- 南駿河台（みなみするがだい）一〜六丁目
- 東町（ひがしちょう）
- 小石川町（こいしがわちょう）一〜四丁目
- 南新屋（みなみあらや）
- 水上（みずかみ）
- 瀬戸新屋（せとあらや）
- 新南新屋（しんみなみあらや）
- 緑の丘（みどりのおか）

- 青葉町（あおばちょう）一〜五丁目
- 内瀬戸（うちせと）
- 上青島（かみあおじま）
- 下青島（しもあおじま）
- 久兵衛市右衛門請新田（きゅうべえいちうえもんうけしんでん）
- 青南町（せいなんちょう）一〜五丁目
- 末広（すえひろ）一〜四丁目
- 光洋台（こうようだい）

### 藤枝（ふじえだ）地区
- 原（はら）
- 音羽町（おとわちょう）一〜六丁目
- 茶町（ちゃまち）一〜四丁目

- 旭が丘（あさひがおか）
- 藤枝（ふじえだ）一〜五丁目
- 鬼岩寺（きがんじ）

- 益津（ましづ）
- 岡出山（おかでやま）一〜三丁目
- 若王子（にゃくおうじ）
- 若王子（にゃくおうじ）一〜三丁目
- 本町（ほんまち）一〜四丁目

- 天王町（てんのうちょう）一〜三丁目
- 五十海（いかるみ）
- 五十海（いかるみ）一〜四丁目
- 藤岡（ふじおか）一〜五丁目

### 西益津（にしましづ）地区
- 稲川（いながわ）
- 稲川（いながわ）一丁目
- 益津下（ましづしも）

- 郡（こおり）
- 郡（こおり）一丁目
- 緑町（みどりちょう）一〜二丁目
- 立花（たちばな）一〜三丁目

- 城南（じょうなん）一〜三丁目
- 大手（おおて）一〜二丁目
- 田中（たなか）一〜三丁目
- 平島（ひらしま）

### 大洲（おおす）地区
- 大東町（だいとうちょう）
- 大洲（おおす）一〜五丁目
- 善左衛門（ぜんざえもん）

- 善左衛門（ぜんざえもん）一〜三丁目
- 弥左衛門（やざえもん）
- 大西町（だいせいちょう）一〜三丁目

- 忠兵衛（ちゅうべえ）
- 源助（げんすけ）
- 五平（ごへい）

### 高洲（たかす）地区
- 築地（ついじ）
- 築地（ついじ）一丁目
- 築地上（ついじかみ）
- 高柳（たかやなぎ）

- 高柳（たかやなぎ）一〜四丁目
- 高洲（たかす）
- 高洲（たかす）一丁目
- 兵太夫（ひょうだゆう）

- 高岡（たかおか）一〜四丁目
- 泉町（いずみちょう）
- 大新島（たいしんじま）
- 与左衛門（よざえもん）

### 葉梨（はなし）地区
- 西方（にしがた）
- 北方（きたがた）
- 中ノ合（なかのごう）
- 下之郷（しものごう）

- 花倉（はなぐら）
- 上藪田（かみやぶた）
- 中藪田（なかやぶた）
- 下藪田（しもやぶた）

- 高田（たかた）
- 時ヶ谷（ときがや）
- 清里（きよさと）一〜二丁目
- 南清里（みなみきよさと）

### 稲葉（いなば）地区
- 宮原（みやばら）
- 寺島（てらじま）
- 助宗（すけむね）

- 堀之内（ほりのうち）
- 堀之内（ほりのうち）一丁目
- 谷稲葉（やいなば）

### 広幡（ひろはた）地区
- 水守（みずもり）
- 八幡（やわた）
- 鬼島（おにじま）

- 上当間（かみどうま）
- 下当間（しもどうま）
- 仮宿（かりやど）

- 潮（うしお）
- 横内（よこうち）

### 瀬戸谷（せとや）地区
- 瀬戸ノ谷（せとのや）

- 本郷（ほんごう）

- 滝沢（たきさわ）

### 岡部（おかべ）地区
- 岡部町羽佐間（おかべちょうはさま）
- 岡部町殿（おかべちょうとの）
- 岡部町野田沢（おかべちょうのたざわ）
- 岡部町新舟（おかべちょうにゅうふね）
- 岡部町宮島（おかべちょうみやじま）

- 岡部町岡部（おかべちょうおかべ）
- 岡部町青羽根（おかべちょうあおはね）
- 岡部町玉取（おかべちょうたまとり）
- 岡部町村良（おかべちょうむらら）
- 岡部町桂島（おかべちょうかつらしま）

- 岡部町内谷（おかべちょううつたに）
- 岡部町三輪（おかべちょうみわ）
- 岡部町子持坂（おかべちょうこもちざか）
- 岡部町入野（おかべちょういりの）

## 歴史
- 律令時代：志太郡の郡衙が置かれる。
- 728年（神亀5年）? ：行基によって安楽寺（静岡県の有形文化財の鰐口がある）開創。
- 1500年（明応9年）?：常楽院（静岡県の有形文化財の木喰上人作毘沙門天像がある）開創。
- 1536年（天文5年）：花倉の乱に敗れた玄広恵探が普門寺で自刃。
- 1601年（慶長6年）：東海道の宿場町として藤枝宿が置かれる。田中城が拡張され、田中藩の城下町となった。
- 1700年（元禄13年）頃：藤枝の大茶樹が植えられたと言われる（静岡県内最古のチャノキ）。
- 1871年（明治4年）8月29日：廃藩置県で静岡県に属する。
- 1889年（明治22年）：町制施行で藤枝町となる。4月16日に東海道本線藤枝駅開業。
- 1903年（明治36年）3月5日：静岡県志太郡立農学校（現：静岡県立藤枝北高等学校）設立。
- 1910年（明治43年）8月9日：豪雨により瀬戸川が増水して堤防が決壊（流出家屋61戸、死者30人）。
- 1918年（大正7年）：組合立志太実科高等女学校（現：静岡県立藤枝西高等学校）設立。
- 1924年（大正13年）：旧制志太中学校（現：静岡県立藤枝東高等学校）創立。
- 1950年（昭和25年）3月：共立志太診療所開設（6月に共立志太病院に名称変更）。
- 1954年（昭和29年）3月31日：藤枝町（大覚寺上及び大覚寺下地区を除く）、葉梨村、稲葉村、青島町、大洲村、高洲村が合併し、藤枝市として市制を施行する（藤枝町の大覚寺上及び大覚寺下地区は焼津市へ編入）。市制施行に伴い、共立志太病院を藤枝市立志太総合病院に名称変更。
- 1955年（昭和30年）2月15日：瀬戸谷村を編入。
- 1957年（昭和32年）4月1日：広幡村（越後島地区を除く）を編入（越後島地区は焼津市へ編入）。
- 1974年（昭和49年）7月7日：集中豪雨（七夕豪雨）が発生、土砂災害や河川の氾濫により市内に甚大な被害。静岡県庁が藤枝市に災害救助法を適用[8]。
- 1977年（昭和52年）：志太郡衙跡発見。
- 1981年（昭和56年）4月4日：藤枝バイパス開通。
- 1995年（平成7年）4月：藤枝市立志太総合病院を移転および改称する形で、駿河台に藤枝市立総合病院を新築。
- 2008年（平成20年）8月8日：志太郡岡部町との合併告示（総務省告示第430号。合併日は2009年1月1日）。
- 2009年（平成21年）1月1日：岡部町を編入。これに伴い、志太郡が消滅。

## 人口
| |                                        |  |
| 藤枝市と全国の年齢別人口分布（2005年） | 藤枝市の年齢・男女別人口分布（2005年） |  |
| ■紫色 ― 藤枝市 ■緑色 ― 日本全国 | ■青色 ― 男性 ■赤色 ― 女性              |  |
| 藤枝市（に相当する地域）の人口の推移 \| 1970年（昭和45年） \| 88,787人 \| \| \| 1975年（昭和50年） \| 101,106人 \| \| \| 1980年（昭和55年） \| 114,822人 \| \| \| 1985年（昭和60年） \| 124,717人 \| \| \| 1990年（平成2年） \| 133,147人 \| \| \| 1995年（平成7年） \| 138,388人 \| \| \| 2000年（平成12年） \| 141,643人 \| \| \| 2005年（平成17年） \| 141,944人 \| \| \| 2010年（平成22年） \| 142,151人 \| \| \| 2015年（平成27年） \| 143,605人 \| \| \| 2020年（令和2年） \| 141,342人 \| \| |                                        |  |
| 総務省統計局 国勢調査より |                                        |  |
| 1970年（昭和45年） | 88,787人                               |  |
| 1975年（昭和50年） | 101,106人                              |  |
| 1980年（昭和55年） | 114,822人                              |  |
| 1985年（昭和60年） | 124,717人                              |  |
| 1990年（平成2年） | 133,147人                              |  |
| 1995年（平成7年） | 138,388人                              |  |
| 2000年（平成12年） | 141,643人                              |  |
| 2005年（平成17年） | 141,944人                              |  |
| 2010年（平成22年） | 142,151人                              |  |
| 2015年（平成27年） | 143,605人                              |  |
| 2020年（令和2年） | 141,342人                              |  |

## 行政
市長職務執行者
- 山口森三（1954年3月31日 - 1954年4月27日 初代市長）

市長
- 初代 山口森三（1954年4月28日 - 1976年5月15日 6期・辞任）
- 第2代 飯塚正二（1976年6月20日 - 1992年6月19日 4期・任期満了）
- 第3代 八木金平（1992年6月20日 - 2000年6月19日 2期・任期満了）
- 第4代 松野輝洋（2000年6月20日 - 2008年6月19日 2期・任期満了）
- 第5代 北村正平（2008年6月20日 - 現職・5期目）

市議会
- 定数22人（現在の議員の任期は2026年4月30日まで）

## 姉妹都市・提携都市

### 国内
提携都市
- 石川県白山市（提携当時は松任市）
  - 1983年10月10日 親善友好都市の提携
- 岐阜県恵那市（提携当時は恵那郡岩村町）
  - 1989年11月18日 ゆかりの郷の提携
- 福岡県福岡市
  - 1995年7月13日 スポーツ・文化交流都市の提携
- 埼玉県深谷市（提携当時は大里郡岡部町）
  - 友好都市の提携
- 愛知県江南市
  - 2004年9月1日 災害時相互応援協定締結
- 沖縄県宮古島市
  - 2011年10月23日 友好都市の提携
- 北海道恵庭市
  - 2016年3月26日 友好都市の提携
- 岐阜県瑞浪市
  - 2022年2月15日 島好都市の提携

### 海外
姉妹都市
- ペンリス市（オーストラリア連邦ニューサウスウェールズ州）
  - 1984年11月3日 姉妹都市提携
- 楊州市
  - 2009年8月24日 姉妹都市提携
  - 2019年7月以降、韓国内の国民感情の悪化を理由に交流行事等の開催等を謝絶される[9]

## 経済

### 農業
緑茶（静岡茶）、梨、シイタケ、ミカン、タケノコ

### 製造業
食品加工、家具、木材
市内に立地する主な工場
- 中外製薬藤枝工場
- ツムラ静岡工場
- 明治（旧・明治製菓）東海工場

- バスクリン静岡工場
- 住友ベークライト静岡工場

- ダルトン・テクノパーク
- 日清紡績藤枝工場
- 起立木工岡部工場
- ニチビ静岡工場
- 科研製薬静岡工場

- 東海農産岡部工場
- 相川鉄工岡部工場
- 初亀醸造
- 三井農林藤枝工場・宮原工場
- 日学株式会社静岡工場

### 商業

#### 市内の主な商業地

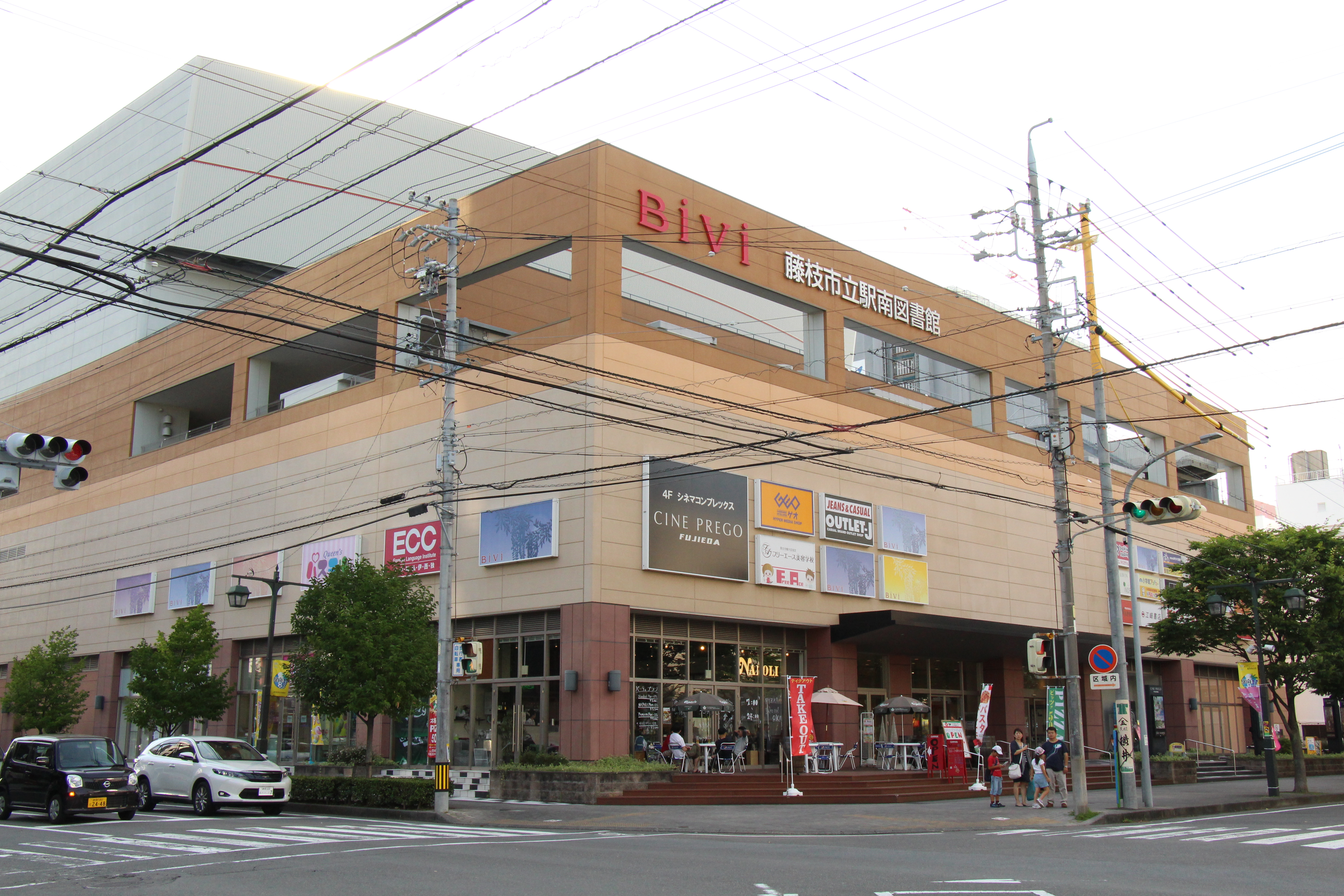
BiVi藤枝

駅周辺
藤枝駅の南口は、ホテルや高層マンション、大型商業施設が建つ。藤枝市中心市街地活性化基本計画を国が認定し、藤枝駅北口地域でもタワーマンションなど大規模な開発事業が進んだ。
旧東海道
旧東海道沿いに6つの商店街（栄、上伝馬、千歳、長楽寺、白子、下伝馬）が並んでいるが、シャッター通りとなりつつある。特に、白子商店街はユニーの撤退により周辺の商店の閉店、移転がみられる。東隣の静岡県道215号伊久美藤枝線沿いや水守地区にはスーパーマーケット、ホームセンターなどが出店し、開発が進んでいる。
焼津街道
市内を走る焼津街道の田沼街道以東は、ロードサイドに大型ホームセンターや衣料店、スポーツ店、家電販売店などが立ち並ぶ。
- BiVi藤枝

### 事業所
市内に本社がある主な企業
- 藤枝MYFC（サッカークラブおよびスポーツスクールの運営）
- 新日邦（パチンココンコルド）
- SWEET（プラモデルメーカー）

市内に立地する主な事業所
- 持田製薬藤枝事業所
- 村上開明堂藤枝事業所

## 教育機関

### 大学
- 静岡産業大学（情報学部）
- 静岡大学農学部附属農場

### 高等専修学校
- 藤枝学院実務高等専修学校

### 高等学校
県立
- 静岡県立藤枝東高等学校
- 静岡県立藤枝西高等学校
- 静岡県立藤枝北高等学校

私立
- 藤枝明誠高等学校
- 藤枝順心高等学校
- 静清高等学校

### 中学校
市立
- 藤枝市立藤枝中学校
- 藤枝市立西益津中学校
- 藤枝市立青島中学校
- 藤枝市立葉梨中学校
- 藤枝市立高洲中学校

- 藤枝市立大洲中学校
- 藤枝市立瀬戸谷中学校
- 藤枝市立広幡中学校
- 藤枝市立青島北中学校
- 藤枝市立岡部中学校

私立
- 藤枝明誠中学校
- 藤枝順心中学校

### 小学校
- 藤枝市立藤枝小学校
- 藤枝市立藤枝中央小学校
- 藤枝市立西益津小学校
- 藤枝市立青島小学校
- 藤枝市立青島東小学校
- 藤枝市立岡部小学校

- 藤枝市立青島北小学校
- 藤枝市立葉梨小学校
- 藤枝市立葉梨西北小学校
- 藤枝市立高洲小学校
- 藤枝市立高洲南小学校
- 藤枝市立朝比奈第一小学校

- 藤枝市立大洲小学校
- 藤枝市立稲葉小学校
- 藤枝市立瀬戸谷小学校
- 藤枝市立広幡小学校
- 藤枝市立藤岡小学校

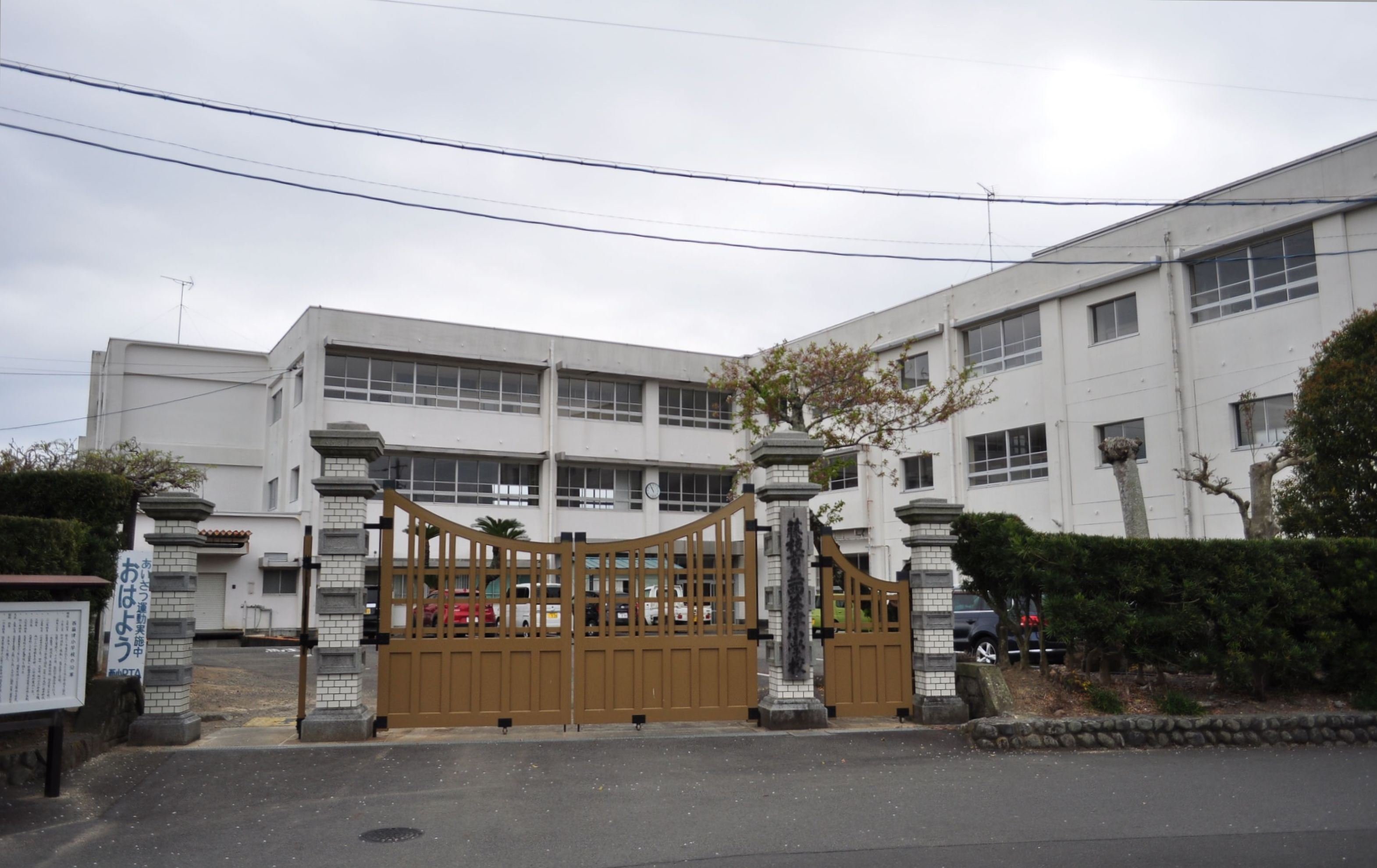
藤枝市立西益津小学校（2018年4月5日撮影）

### 特別支援学校
- 静岡県立藤枝特別支援学校（小・中・高）

### 認定こども園
- 青島こども園
- 広幡こども園
- 認定こども園藤枝橘幼稚園
- 駿河台こども園
- こばとこども園
- 大洲こども園
- 稲葉こども園
- せとやこども園
- 志太こども園
- 高洲こども園

### 幼稚園
- 岡部聖母幼稚園
- 高洲南幼稚園
- 高根幼稚園
- 西益津幼稚園

- 葉梨幼稚園
- 平島幼稚園
- 藤枝音羽幼稚園
- 藤枝順心高等学校附属幼稚園

- 藤枝聖母幼稚園
- 藤枝西幼稚園
- 藤枝東幼稚園
- 藤岡幼稚園

### 保育所
（藤枝市のホームページに掲載している園と、静岡県私立幼稚園振興協会ホームページに掲載している園を掲載）
- あいキッズランド
- 青木橋保育園
- 藤枝市立青島保育園
- 藤枝市立岡部あさひな保育園
- 藤枝市立岡部みわ保育園
- 藤枝市立城南保育園
- 白百合乳児保育園

- すずらん高岡園
- たちばな保育園
- たんぽぽ保育園
- ちびっこハウスおかべ園
- ちびっこランド 岡出山園
- チャイルドルーム・リリー
- つくしんぼ保育園

- どんぐり保育園
- ひよこ保育園
- 藤枝聖マリア保育園
- 藤枝保育園
- ふじの花保育園
- ベビーフレンドハウス

- 藤枝市立前島保育園
- マーガレットキッズ
- マリア子どもの家
- もりのいえ保育園
- らんらん保育園
- リトルHappy

### 自動車学校
- 東名自動車学校
- マジオドライバーズスクール藤枝校
- キャタピラー教習所株式会社静岡教習センター

## 交通

### 鉄道
東海旅客鉄道（JR東海）東海道本線が通っており、藤枝駅が交通結節点および中心市街地の核となっている。サッカー藤枝MYFCの試合日などは混雑するため、藤枝市役所が駅北口観光案内所に設置したライブカメラ映像を地元タクシー4社へ配信し、待ち時間を短くするシステムを導入している。
市内の駅はJR東海道線の藤枝駅のみで、駅が1つしかない自治体としては平塚市に次いで2番目に人口が多い。因みに、第3位は茨城県古河市。
東海道新幹線は静岡駅 - 掛川駅間で市域を通過するが、駅は置かれていない。
かつては静岡鉄道駿遠線が走っていた。1913年（大正2年）に藤相鉄道として開業し、1970年（昭和45年）に廃止となった。

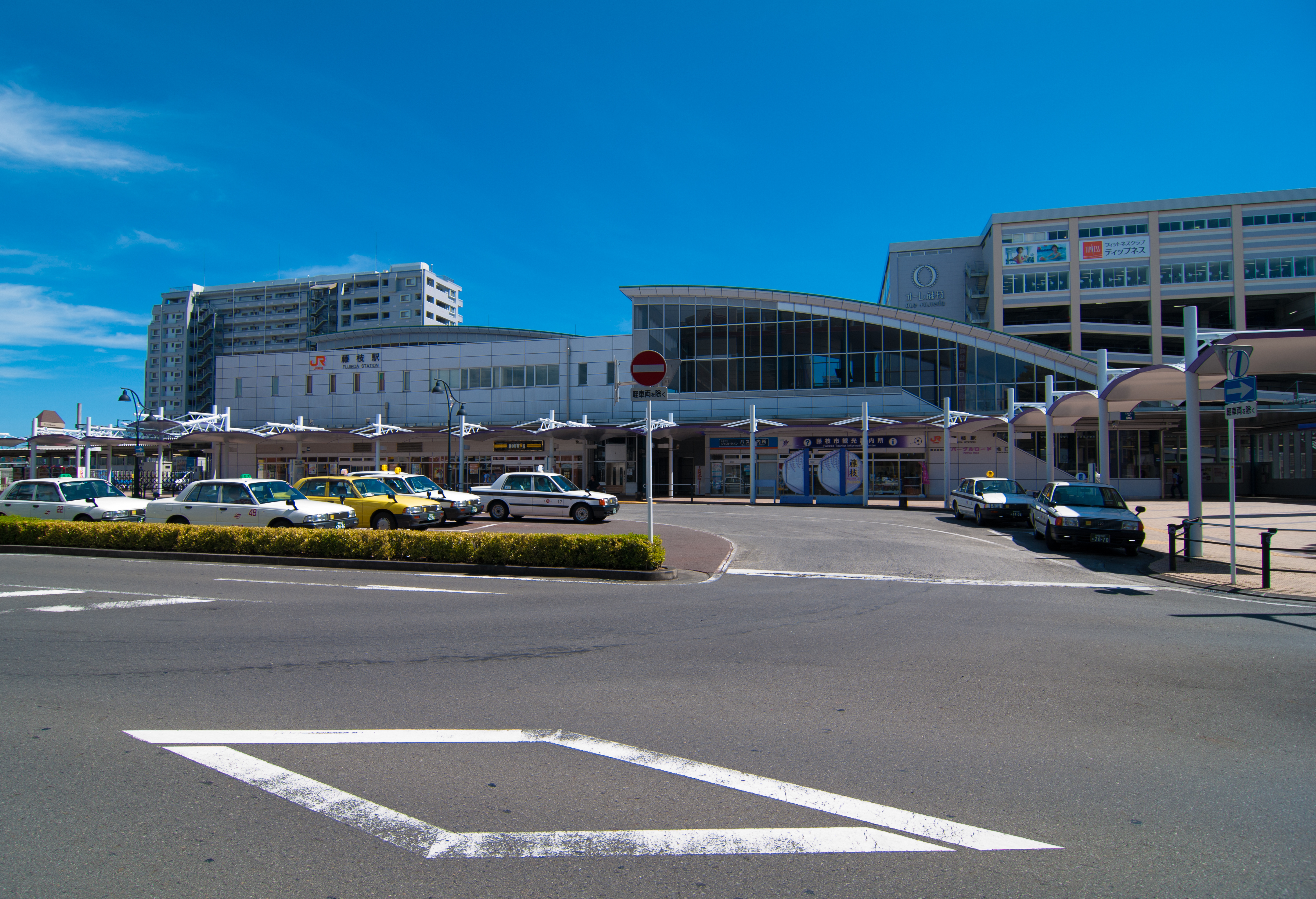
藤枝駅
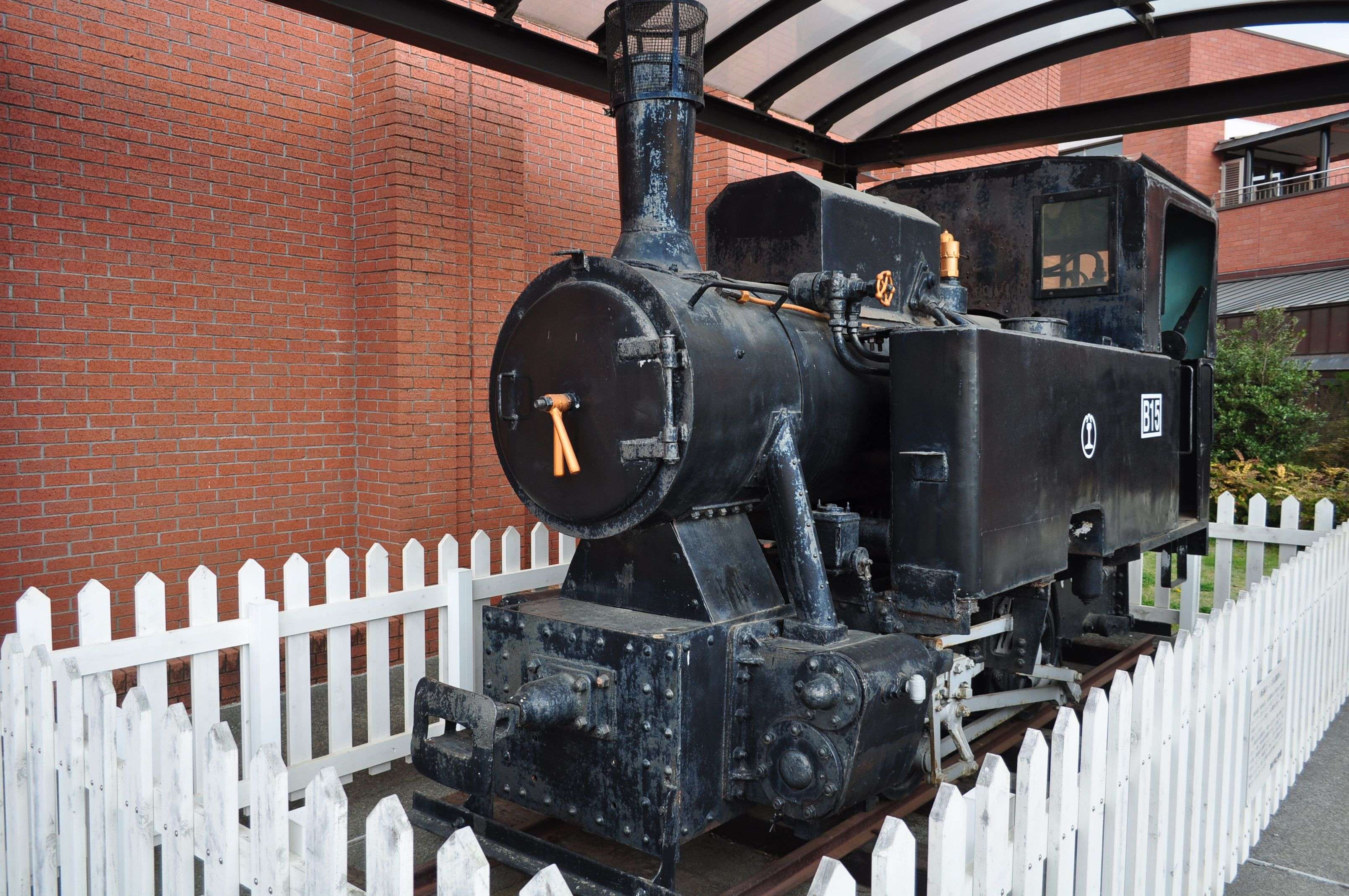
静岡鉄道駿遠線で走っていたB15型（藤枝市郷土博物館所蔵）

### バス

#### 路線バス
- しずてつジャストライン
- 藤枝市自主運行バス

#### 高速バス
- 渋谷ライナー（相良・藤枝 - 渋谷線）＜しずてつジャストライン・東急トランセの共同運行＞
  - 相良営業所 - 藤枝駅南口 - 東名御殿場 - 渋谷駅（渋谷マークシティ）

### 道路
高速道路
- 新東名高速道路：藤枝岡部IC、藤枝PA

- 東名高速道路：市内にインターチェンジ（IC）はなく、大井川焼津藤枝スマートICが最寄りである。

国道
- 国道1号
  - 藤枝バイパス
  - 岡部バイパス

都道府県道
- 静岡県道30号焼津藤枝線
- 静岡県道32号藤枝黒俣線
- 静岡県道33号藤枝大井川線
- 静岡県道63号藤枝天竜線
- 静岡県道81号焼津森線
- 静岡県道208号藤枝静岡線
- 静岡県道209号静岡朝比奈藤枝線
- 静岡県道210号相俣岡部線
- 静岡県道213号焼津岡部線

- 静岡県道215号伊久美藤枝線
- 静岡県道216号堀之内青島線
- 静岡県道220号蔵田島田線
- 静岡県道222号上青島焼津線
- 静岡県道224号大富藤枝線
- 静岡県道225号藤枝停車場線
- 静岡県道226号高洲和田線
- 静岡県道227号島田大井川線
- 静岡県道356号善左衛門藤枝停車場線
- 静岡県道381号島田岡部線

旧街道
- 東海道：藤枝宿、岡部宿

#### 道の駅
- 道の駅玉露の里
- 道の駅宇津ノ谷峠

## 施設

### 役所関係
役所
- 藤枝市役所
- 藤枝市岡部支所
- 静岡県藤枝総合庁舎

消防署
- 志太消防本部（焼津市との広域消防）
  - 藤枝消防署
    - 北分署
    - 南分署

警察署
- 藤枝警察署

### 娯楽
運動施設
- 静岡県武道館

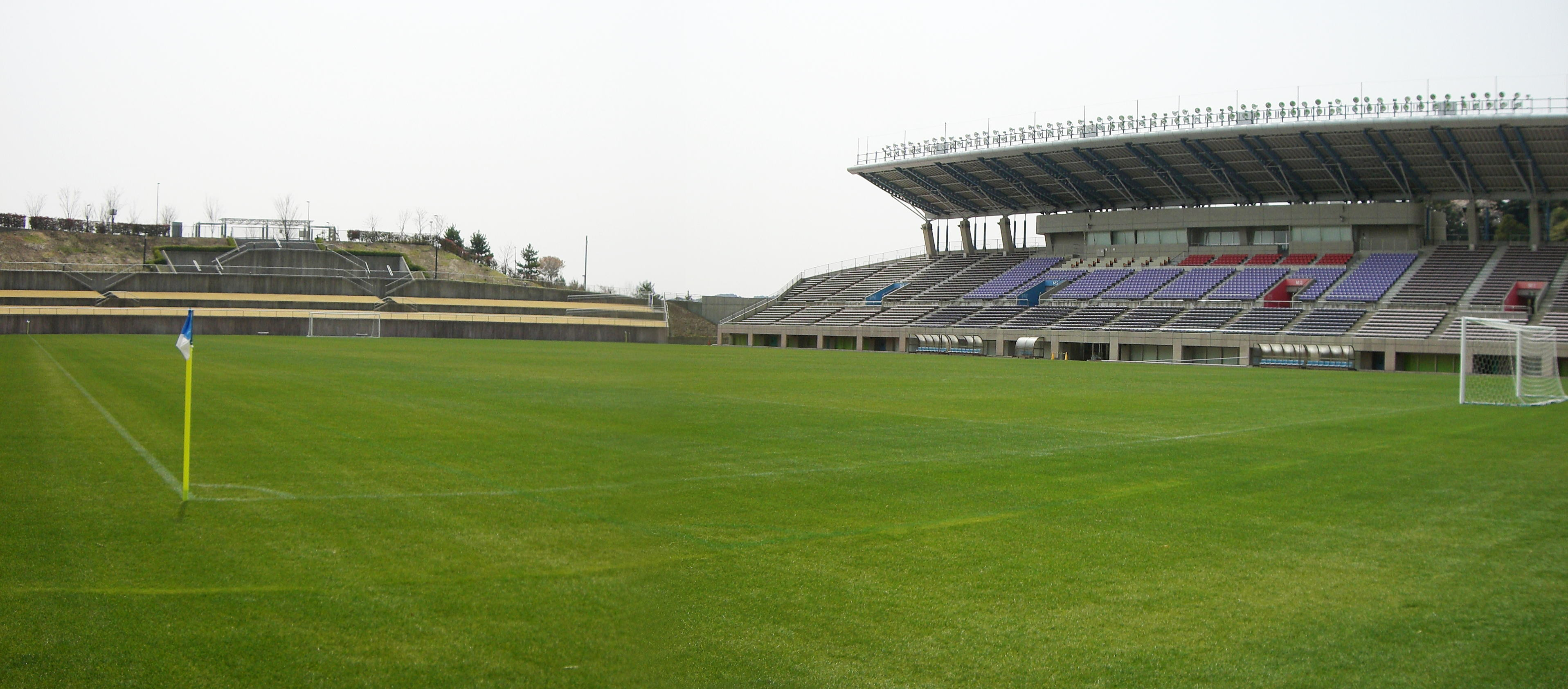
藤枝市民グラウンドサッカー場
- 藤枝市総合運動公園サッカー場
- 藤枝市立武道館
- スポーツパル高根の郷

- 藤枝市総合運動公園サッカー場

映画館
- 藤枝シネ・プレーゴ

### 図書館
- 藤枝市立岡出山図書館
- 藤枝市立駅南図書館
- 藤枝市立岡部図書館

### 博物館
- 藤枝市郷土博物館・文学館
- 志太郡衙資料館
- 千貫堤・瀬戸染飯伝承館

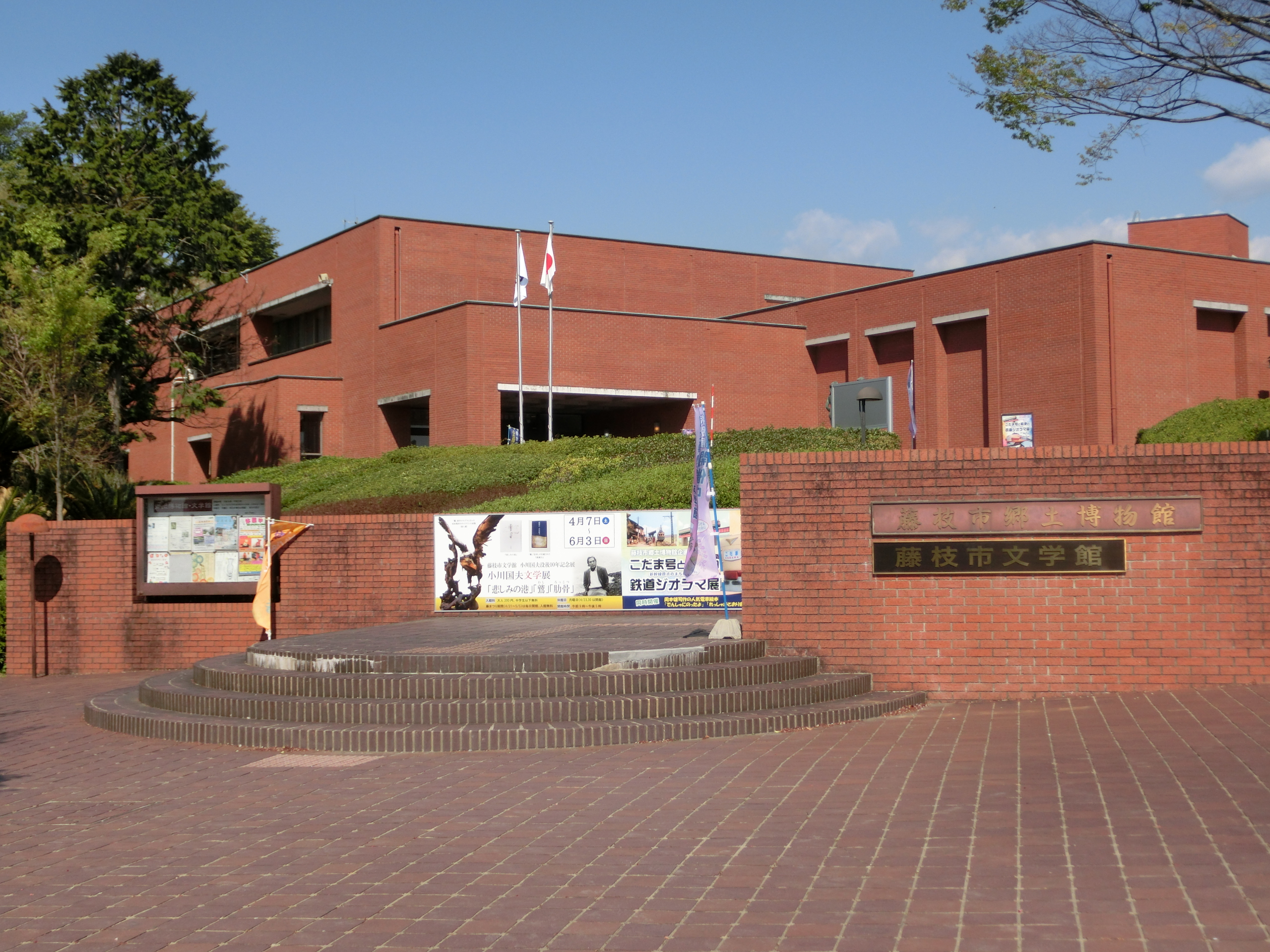
郷土博物館・文学館
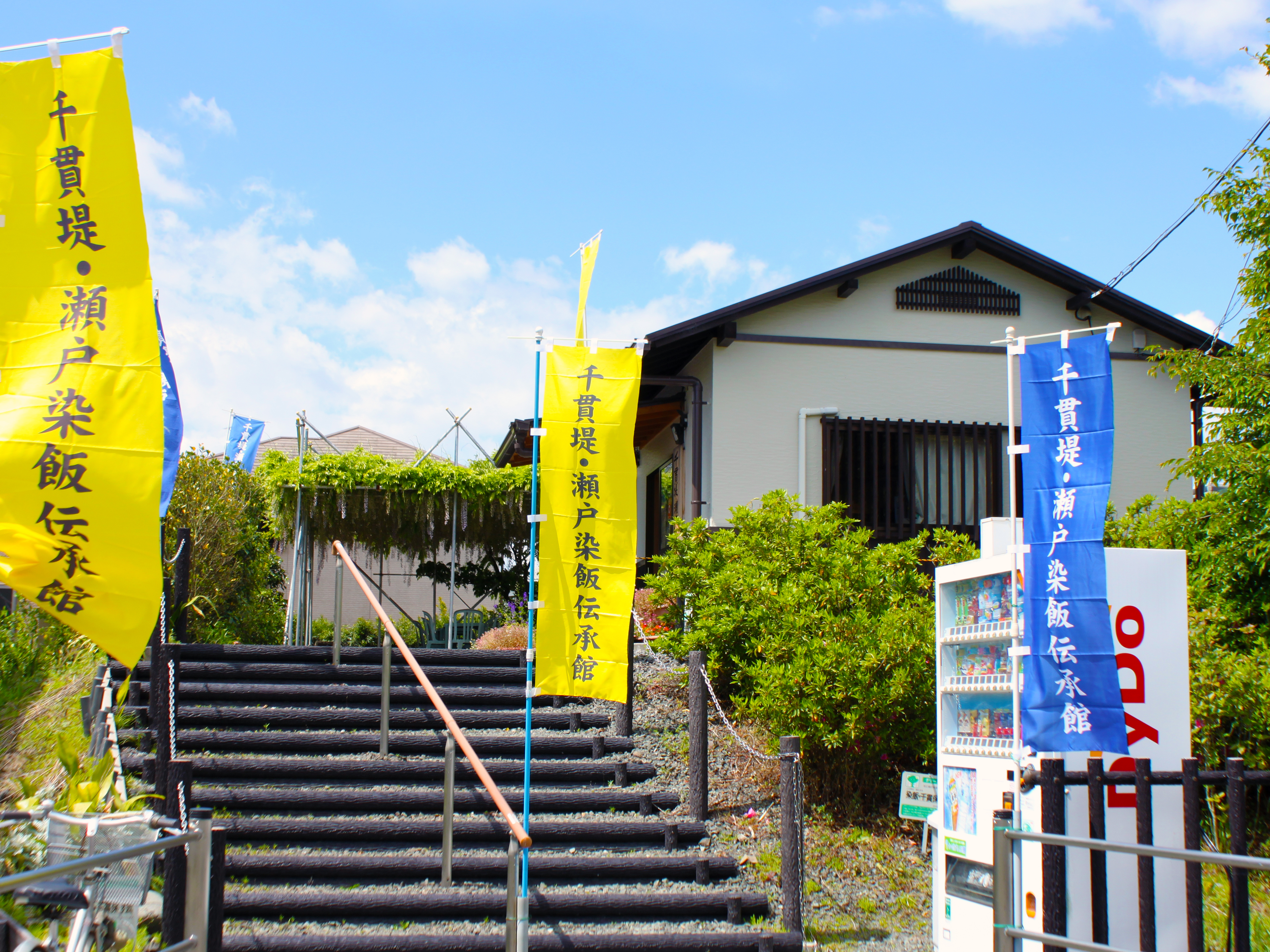
千貫堤・瀬戸染飯伝承館

## 名所・旧跡・観光スポット等

### 名所
- 蓮華寺池公園
- びく石（石谷山山頂）
- 宇嶺（うとうげ）の滝
- 白藤の滝（七滝）
- 瀬戸谷温泉ゆらく
- 志太温泉

### 史跡
- 志太郡衙跡
- 田中城
- 宇津ノ谷峠明治のトンネル
- 蔦の細道
- 岡部宿内野本陣史跡広場
- 大旅籠柏屋
- 若王子古墳群
- 千貫堤

### 名木
- 藤枝の大茶樹

### 寺社
- 若一王子神社（にゃくいちおうじ）
- 飽波神社
- 蓮生寺
- 鬼岩寺
- 源昌寺
- 青山八幡宮

### 名物
- 瀬戸の染飯
- 朝ラーメン（志太系ラーメン）：朝が早い茶業界の要望に応えて始まった習慣が名物化した。

- 志太郡衙跡（2015年6月撮影）
- 田中城本丸櫓・田中藩牓示石・顕彰碑（2018年4月撮影）
- 若一王子神社（2018年4月撮影）
- 蓮生寺（2018年7月撮影）
- 鬼岩寺（2018年7月撮影）
- 源昌寺（2018年7月撮影）
- 旧宇津ノ谷トンネル
- 蔦の細道（2016年2月撮影）
- 蓮華寺池公園（2018年4月撮影）
- 宇嶺の滝
- 千貫堤
- 瀬戸の染飯レプリカ（千貫堤・瀬戸染飯伝承館所蔵）

## マスメディア

### ケーブルテレビ局
- TOKAIコミュニケーションズ西静地区（藤枝市、島田市、焼津市）

## 著名な出身者

### 政官界
- 紅林麻雄（静岡県警察警部）
- 小林勝民（衆議院議員）
- 高橋孝雄[11]（農林水産官僚、農林水産政策研究所長〈2023年[12] - 〉）
- 千野忠男（大蔵官僚、第7代アジア開発銀行総裁[13]）
- 中山儀助（岡部町議会議員〈3期〉）

### 経済人
- 笹野甚四郎（缶詰製造・精米業、藤相鉄道社長）
- 笹野雄太郎（広島県多額納税者、缶詰製造・精米業、）
- 増田次郎（大同電力社長・日本発送電初代総裁）

### 学界
- 池谷裕二（脳科学者）
- 高田寛（法学者）
- 丸杉孝之助（農林技官）

### 芸術家
- 上田毅八郎（画家）
- 小川国夫（小説家）
- 勝山康晴（舞台プロデューサー）
- 加藤まさを（作詞家）
- 杉村孝（彫刻家）
- 広田恵子（俳優）
- 藤枝静男（小説家）
- 松田裕康（彫刻家）
- 松本高之（画家）
- 村越化石（俳人）
- 村松誠（イラストレーター）

### 芸能・マスコミ
- 青木裕史（シャンソン歌手）
- 浅羽由紀（シンガーソングライター）
- 有坂静香（アロマセラピスト、元ソニー・ミュージックエンタテインメントデジタルアーティスト）
- 石上亮（俳優）
- 今村恵子（俳優）
- 岩澤昌美（フリーアナウンサー）
- 北川友紀（シンガーソングライター）
- 木野正人（CHA-CHA）
- 雷門音助（落語家）
- 古今亭志ん好 (5代目)（落語家）
- 小林千穂（ラジオパーソナリティ）
- 佐野正幸（俳優）
- スピッツ
  - 田村明浩（ベース）
  - 三輪テツヤ（ギター）
- 藤正樹（歌手）
- 増田香（漫才コンビ・ラブカップル元メンバー）
- 松川かの子（ドラマー、元Cyntia）
- 松谷卓（作曲家・編曲家・ピアニスト）
- 八並映子（俳優）

### スポーツ選手

#### サッカー選手
男子 現役
- 大井健太郎（イースタン・ライオンズSC）
- 河井陽介（カターレ富山）
- 鈴木翔太（藤枝MYFC）
- 鈴木魁人（いわてグルージャ盛岡）
- 遠野大弥（川崎フロンターレ）
- 中山雅史（アスルクラロ沼津、監督）
- 長谷部誠（アイントラハト・フランクフルト　元日本代表）
- 村松航太（ブラウブリッツ秋田）

男子 引退
- 朝比奈伸（元サッカー選手、ガンバ大阪強化アカデミー部スタッフ）
- 石井俊也（元サッカー選手）
- 石川竜也（元サッカー選手、モンテディオ山形トップチームコーチ）
- 碓井博行（元サッカー選手、日立製作所元監督）
- 岡田佑樹（元サッカー選手）
- 岡田隆（元サッカー選手、ジュビロ磐田強化部スタッフ）
- 岡村新太郎（元サッカー選手、U-20日本代表元監督）
- 小澤雄希（元サッカー選手）
- 加藤知弘（元サッカー選手、静岡産業大学サッカー部コーチ）
- 菊川凱夫（元サッカー選手、藤枝MYFC総監督）
- 桑原勝義（元サッカー選手、JFL理事長）
- 桑原隆（元サッカー選手、横浜F・マリノス元監督）
- 杉山誠（元サッカー選手、サガン鳥栖U-15唐津監督）
- 鈴木良和（元サッカー選手）
- 富沢清司（元サッカー選手）
- 中村一義（元サッカー選手）
- 名波浩（元サッカー選手）
- 堀井美晴（元サッカー選手、川崎フロンターレ元監督）
- 松永英機（元サッカー選手、Jリーグ育成ダイレクター）
- 向島満（元サッカー選手）
- 山口芳忠（元サッカー選手、藤枝MYFC名誉総監督）
- 山田暢久（元サッカー選手、浦和レッズ元強化部スタッフ）
- 渡辺毅（元サッカー選手、柏レイソルアカデミーダイレクター）

女子 現役
- 川島はるな（ノジマステラ神奈川相模原）
- 北原佳奈（マイナビベガルタ仙台レディース）

女子 引退
- 與山このみ（元女子サッカー選手）
- 佐藤シェンネン（元女子サッカー選手）

#### 野球選手
- 赤堀元之（元プロ野球選手）
- 内田睦夫（元社会人野球選手）
- 紅林弘太郎（プロ野球選手）
- 黒田祐輔（元プロ野球選手）
- 牧田勝吾（元プロ野球選手）
- 村松幸雄（元プロ野球選手）

#### その他
- 佐藤圭太（パラ陸上競技選手）
- 佐藤友祈（車いす陸上競技選手）
- 柴田竜史（競輪選手）